# That's My Beat
That's My Beat é uma compilação do artista de hip-hop e electro Kurtis Mantronik e apresenta faixas selecionadas por Mantronik que mostram suas influências em seu trabalho no grupo Mantronix. O álbum foi lançado pela Soul Jazz Records em 2002.

## Faixas
1. "High Powered Rap" - The Crash Crew (1:53)
2. "Computer Games" - Yellow Magic Orchestra (5:51)
3. "Get On Up And Do It Again" - Suzi Q (5:57)
4. "Pleasure Boys" - Visage (7:32)
5. "That's The Joint" - Funky Four Plus One (9:20)
6. "There But For The Grace Of God" - Machine (5:14)
7. "Bostich" - Yello (4:33)
8. "Super Rhymes" - Jimmy Spicer (4:59)
9. "Beatbox" - Art Of Noise (8:31)
10. "I Hear Music In The Streets" - Unlimited Touch (6:46)
11. "Riot In Lagos" - Ryuichi Sakamoto (5:38)
12. "It's Yours" - T La Rock (4:16)